# 경운대학교 축구단
경운대학교 축구부(영어: Kyungwoon University  Football Club)는 대한민국 경상북도 구미시에 위치한 대학교 축구부이다. 

## 참고 문헌
- “KFA 통합경기정보 시스템”. 대한축구협회.

## 같이 보기
- 경운대학교